# Bidovce
Bidovce (maďarsky Magyarbőd) jsou obec na Slovensku v okrese Košice-okolí. V roce 2017 zde žilo 1530 lidí. Nachází se zde reformovaný kostel. V obci se mluví převážně slovenštinou[zdroj?].

## Historie
První písemná zmínka o obci pochází z roku 1276. Od roku 2011 do roku 2017 přibylo v obci téměř 200 obyvatel.

## Poloha
Bidovce leží asi 15 kilometrů východně od Košic v údolí řeky Olšava, 50 kilometrů dlouhého přítoku Hornádu. Východně od obce se zvedá pohoří Slanské vrchy s vrcholem Bogota (856 m n. m.) Mezi obcemi Bidovce a Sečovce se nachází Dargovský průsmyk s nadmořskou výškou 473 m n. m.
Sousedními obcemi jsou na severu Čakanovce, Nižná Kamenica na severovýchodě, Svinica na východě a jihu, Olšovany na jihovýchodě, Ďurďošík na západě a Trsťany na severozápadě.